# Urs Fabian Winiger
Urs Fabian Winiger (* 1976 in München) ist ein deutscher Schauspieler.

## Leben
Von 1997 bis 2001 machte Winiger eine Schauspielausbildung an der Hochschule für Schauspielkunst „Ernst Busch“ Berlin. 1999 erhielt Winiger den Rising Movie Talent Award in München.
Seinen ersten Filmauftritt hatte Winiger 2000 in einer Folge von Polizeiruf 110. Weitere Auftritte wie in Die Cleveren, Baader und im Tatort folgten. Bei Im Namen des Gesetzes spielte Winiger 2004 mit. Nachdem er 2005 in Stille Wasser zu sehen war, kehrte er erst 2007 wieder ins Fernsehen zurück.
Für Der Alte stand Winiger insgesamt für drei Episoden vor der Kamera. 2008 spielte er in der Folge Auge um Auge in Alarm für Cobra 11 – Die Autobahnpolizei mit. 2010 war er in Notruf Hafenkante, Karla Luca – Schutzlos und SOKO Leipzig zu sehen. Zudem spielte Winiger 2011 in Goran – Man hat immer eine Wahl, SOKO Köln und Die Rosenheim-Cops mit. In der Sat.1-Telenovela Anna und die Liebe hatte er eine Nebenrolle über elf Episoden.
2012 war er in Die Chefin zu sehen. Außerdem spielte er in dem Heimatkrimi Milchgeld. Ein Kluftingerkrimi mit.

## Filmografie (Auswahl)
- 2000: Polizeiruf 110
- 2001: Die Cleveren
- 2002: Baader
- 2003: Tatort – Romeo und Julia
- 2004: Tatort – Teufel im Leib
- 2004: Im Namen des Gesetzes
- 2005: Stille Wasser
- 2006: Tatort – Aus der Traum
- 2007: Tatort – Bienzle und die große Liebe
- 2007: Tatort – Der Tote vom Straßenrand
- 2007–2011: Der Alte
- 2008: Tatort – Das schwarze Grab
- 2008: Alarm für Cobra 11 – Die Autobahnpolizei
- 2010: Notruf Hafenkante – Die tätowierte Frau
- 2010: Karla Luca – Schutzlos
- 2010, 2021: SOKO Leipzig
- 2011: Goran – Man hat immer eine Wahl
- 2011: SOKO Köln
- 2011: Die Rosenheim-Cops – Krons letzte Reise
- 2011: Anna und die Liebe (Folgen: 774–776 und 793–800)
- 2012: Die Chefin
- 2012: Milchgeld. Ein Kluftingerkrimi
- 2014: Mord am Höllengrund
- 2015: Die Rosenheim-Cops – Der Weihnachtsmann ist tot
- 2019: Notruf Hafenkante – Erster Einsatz
- 2022: SOKO Hamburg – Perfect Partner

## Hörspiele (Auswahl)
- 1999: Marius von Mayenburg: Haarmann – Regie: Wulf Tiehaus (Hörspiel – DLF)
- 2012: Judith Stadlin/Michael van Orsouw: Buus Halt Waterloo – Regie: Regine Ahrem/Judith Stadlin (RBB)
- 2012: Iwan Wyrypajew: Illusionen (Zweiter Mann) – Regie: Oliver Sturm (Hörspiel – RBB)
- 2014: Tom Peuckert: Klassiker Europas – Regie: Oliver Sturm (Literarische Séance – RBB)
- 2015: Stella Luncke/ Josef Maria Schäfers: Smalltalk 2 (Chillen, stillen, grillen) – Regie: Stella Luncke/Josef Maria Schäfers (Hörspiel – RBB)